# Let Yourself Go
Let Yourself Go è un singolo del gruppo musicale statunitense Green Day, pubblicato il 5 settembre 2012 come terzo estratto dal nono album in studio ¡Uno!.

## Video musicale
Il video live di Let Yourself Go ha anticipato l'uscita del singolo di circa un mese. Esso infatti era stato pubblicato dalla band il 1º agosto su YouTube.

## Tracce
1. Let Yourself Go – 2:56

## Formazione
- Billie Joe Armstrong – voce, chitarra
- Jason White – chitarra
- Mike Dirnt – basso
- Tré Cool – batteria

## Classifiche
| Classifica (2012)             | Posizione massima |
| ----------------------------- | ----------------- |
| Canada (rock)                 | 9                 |
| Italia                        | 57                |
| Paesi Bassi                   | 99                |
| Regno Unito                   | 193               |
| Regno Unito (rock & metal)    | 2                 |
| Stati Uniti (alternative)     | 17                |
| Stati Uniti (mainstream rock) | 11                |
| Stati Uniti (rock)            | 29                |